# جزیره سنت توماس

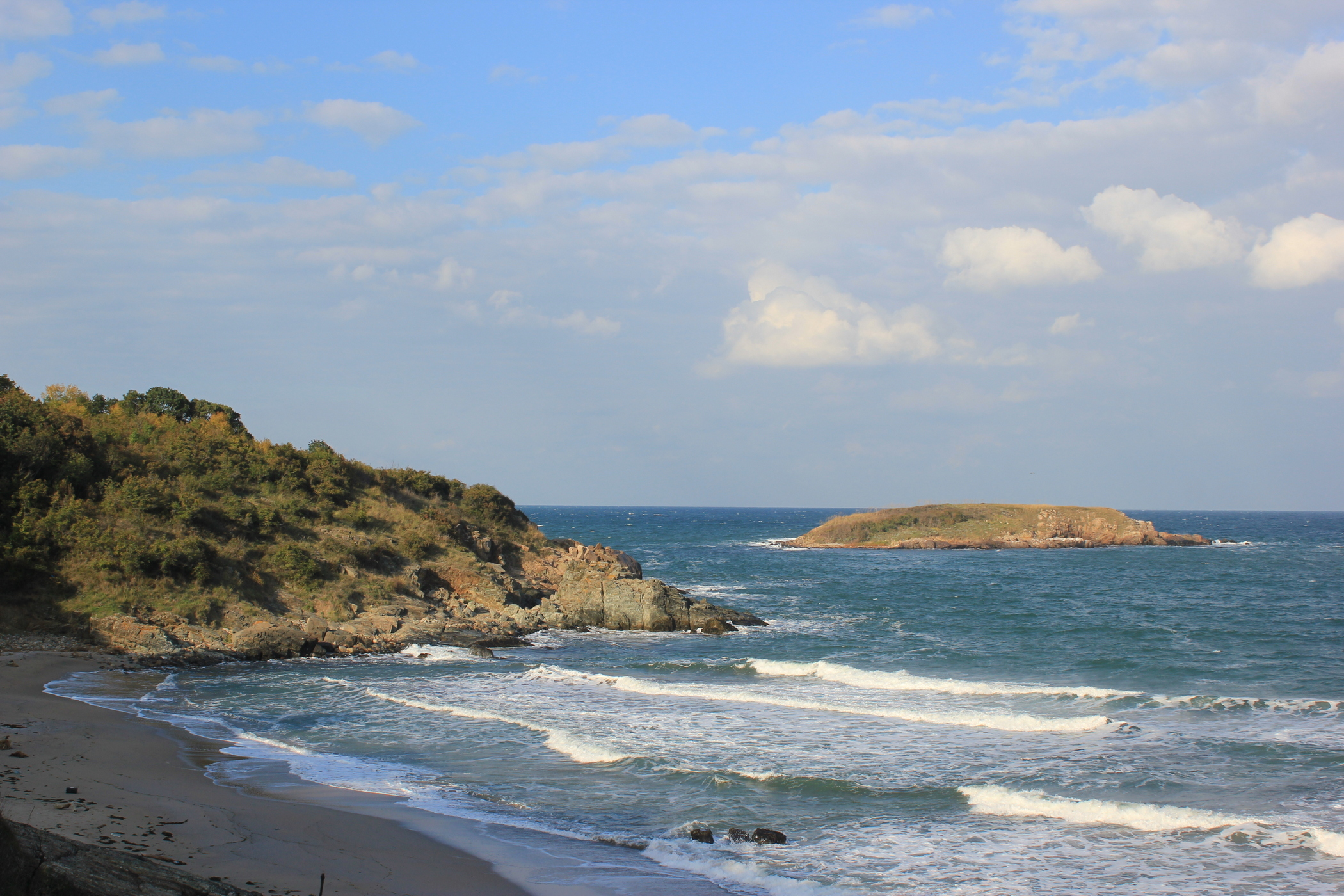
نمای جزیره از ساحل.

جزیره سنت توماس (بلغاری: остров св. Тома) یا جزیره مار، یکی از جزیره‌های بلغارستان در دریای سیاه است. این جزیره در پانزده کیلومتری جنوب سوزوپول واقع شده‌است. مساحت این جزیره ۰٫۰۱۲ کیلومتر مربع است و از معدود مکان‌هایی در بلغارستان است که در آن کاکتوس به صورت وحشی می‌روید. یک گیاه‌شناس درباری در سال ۱۹۳۳ کاکتوس‌هایی را به این جزیره آورد و اکنون بیشتر این جزیره پوشیده از کاکتوس است.

## نگارخانه

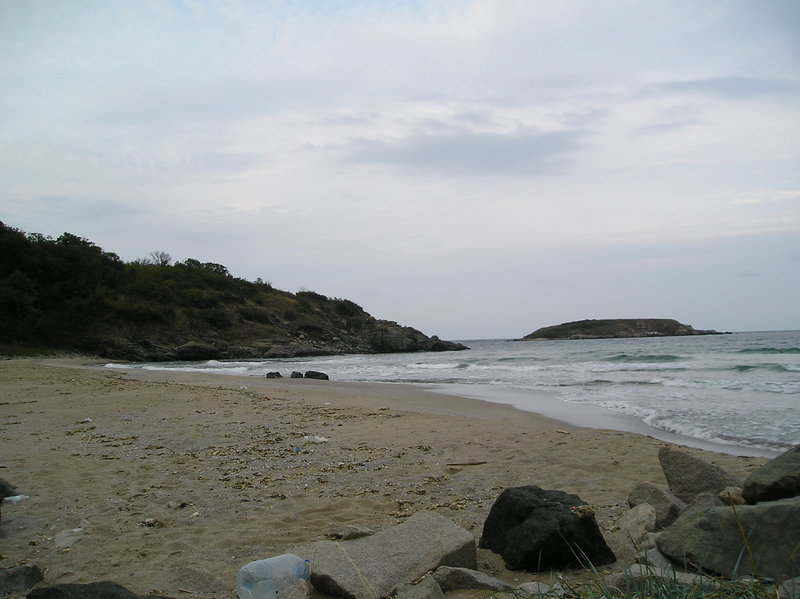
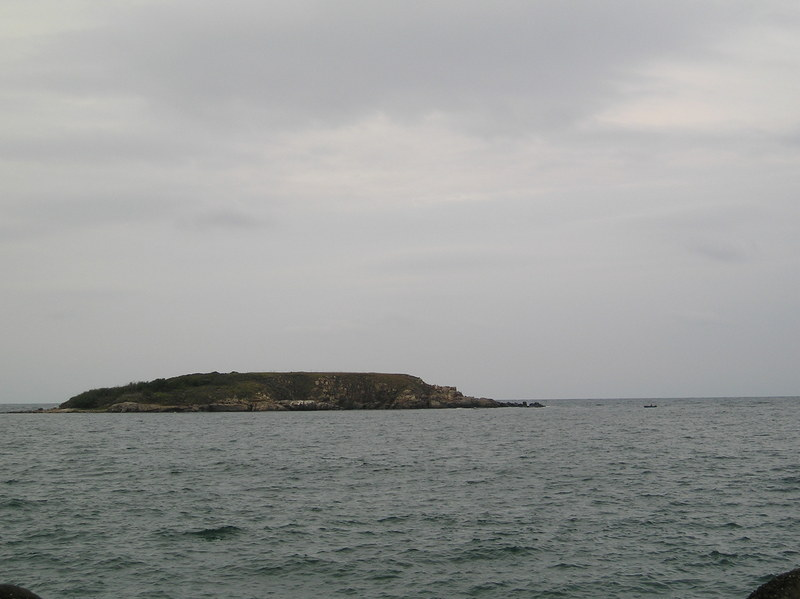
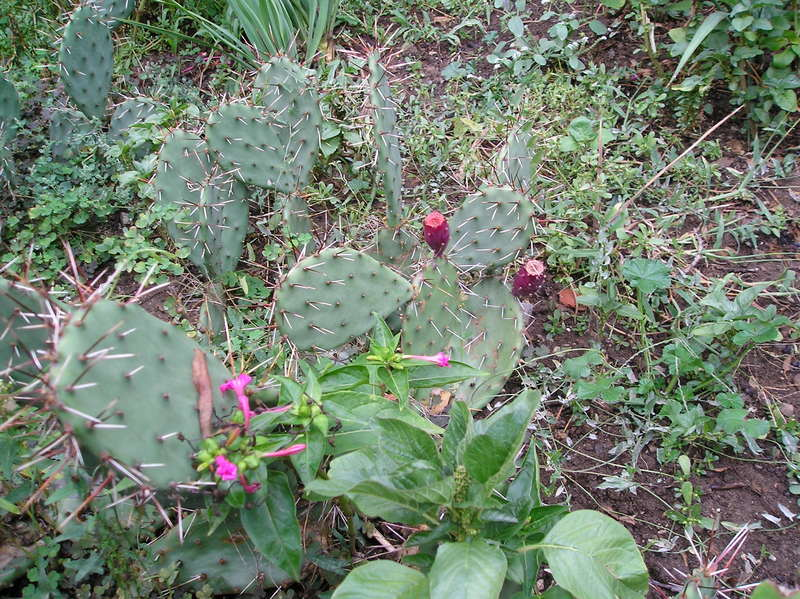